# Camborne Science and International Academy
Camborne Science and International Academy (anteriormente Camborne Science & Community College) es una academia y escuela de Sixth form en Camborne, Cornwall, Inglaterra, Reino Unido. La escuela enseña a 1.803 alumnos de entre 11 y 18 años.

## Escuela
Cuando la escuela abrió el 18 de abril de 1956, se conocía como Treswithian Secondary Modern y tenía capacidad para unos 508 alumnos. Se expandió para convertirse en Camborne School and Community College con la introducción del sistema "Comprehensive School", absorbiendo la desestablecida Camborne Grammar School. En 2003 obtuvo estatus de especialista como colegio especializado en Ciencias y el nombre cambió nuevamente para reflejar esto. En abril de 2011, la escuela obtuvo el estatus de academia, y el 1 de septiembre de 2011 pasó a llamarse Camborne Science and International Academy (CSIA). Desde entonces, la escuela se ha ampliado con un bloque de Tecnología del Diseño con un valor de £3,2 millones, que incorpora las asignaturas de Tecnología del Diseño, Tecnología de Alimentos y Dibujo Gráfico, junto con aquellas afines. Además, se ha realizado  una remodelación integral del comedor principal del colegio, de las instalaciones sanitarias y de la zona de Sixth form.
En septiembre de 2016, la escuela inauguró un centro STEM para estudiantes dotados y talentosos en ciencias y matemáticas. Este centro se llama Nexus y es el primero de su tipo en el país. Nexus ha desarrollado vínculos con universidades como Oxford. CSIA también tiene un Sixth form para estudiantes de 12 a 13 años.
En la inspección más reciente de Ofsted, el informe concluyó que la escuela era "buena, con características sobresalientes".
En marzo de 2010, el gobierno anunció que el Cornwall Council, la autoridad local de la escuela, había obtenido una financiación de £69 millones, parte de la cual se rumorea que se utilizará para reconstruir la escuela en el sitio actual de uno de sus campos deportivos, aunque la financiación se iba a realizar bajo el programa Building Schools for the Future (BSF), que luego fue recortado.

## Ubicación
Aunque la Escuela Camborne está ubicada a diez minutos a pie de la ciudad principal, tiene dos campos principales y una pista de atletismo. Comparte límite con Camborne RFC, sede del equipo de rugby de la ciudad, así como, hasta 2010, de los Cornish Pirates.

## Uniforme
La escuela tiene un código de uniforme que consiste en una chaqueta completamente negra, un jersey negro de cuello en V, una camisa blanca, corbata escolar, pantalones o una falda y zapatos completamente negros (de cuero o imitación de cuero). Durante abril y mayo de 2009 se realizó un concurso para diseñar el logotipo y la corbata, y lo recaudado por las entradas se donó a la campaña Precious Lives Appeal del Children's Hospice South West, la organización benéfica elegida por la escuela. Como parte de su trabajo como "Community school", este concurso se abrió al personal, estudiantes, padres y cuidadores, y cualquier otro miembro de la comunidad local que mostrara un interés activo en el bienestar de la ciudad.

## Liderazgo
La escuela opera dos sistemas separados de Equipos de Liderazgo Estudiantil, uno exclusivamente para el Sixth Form (el Comité del Sixth Form) y otro, una Voz Estudiantil, que representa a la escuela en su conjunto. Ambos trabajan juntos en muchos aspectos de sus tareas que abarcan el Sixth Form y la escuela principal.
El comité de VI año está dirigido por un equipo de cuatro estudiantes, todos los cuales obtienen membresía de 'Student Voice'.
La 'Voz Estudiantil' está dirigida por el cuerpo estudiantil, con un presidente, vicepresidente, secretario y tesorero elegidos.
Cada grupo elige dos representantes, uno de cada género. Luego, representan su forma en un Consejo Anual. Cada año, el Consejo vota a su vez por dos representantes para el Consejo Escolar en pleno, o la "Voz del Estudiante".
Los consejos plenos se reúnen cada quince días y debaten una variedad de temas, desde el uniforme hasta el uso del presupuesto escolar. También tienen representación en varios organismos locales como el Foro de la Juventud de Cornualles y el Foro de CPR Regeneration. Hasta la fecha, dos estudiantes han sido miembros del United Kingdom Youth Parliament, en representación de la circunscripción de West Cornwall.

## Controversias
Camborne Science and International Academy ha recibido críticas de medios de comunicación locales y nacionales por sus estrictos castigos por faltas "menores". Los padres han criticado a una escuela por sus castigos "severos" por faltas menores, después de que un niño fuera castigado por "bostezar". Otros alumnos recibieron sanciones por quitarse la chaqueta durante la ola de calor de junio de 2023 (el Reino Unido experimentó su junio más cálido desde que comenzaron los registros en 1884) y por no tener un estuche transparente, según los padres. La escuela también ha sido acusada de falsificar documentos y mentir a los padres sobre unirse al Athena Learning Trust.

## Antiguos alumnos destacados
- Brendon James, baterista de Thirteen Senses
- Josh Matavesi, jugador de rugby , Ospreys (rugby union) y Fiji national rugby union team
- Tom Welham, guitarrista principal de Thirteen Senses
- Lewis Goldsworthy, jugador de críquet
- Joanna Thomas, culturista profesional